# Ніро Вульф

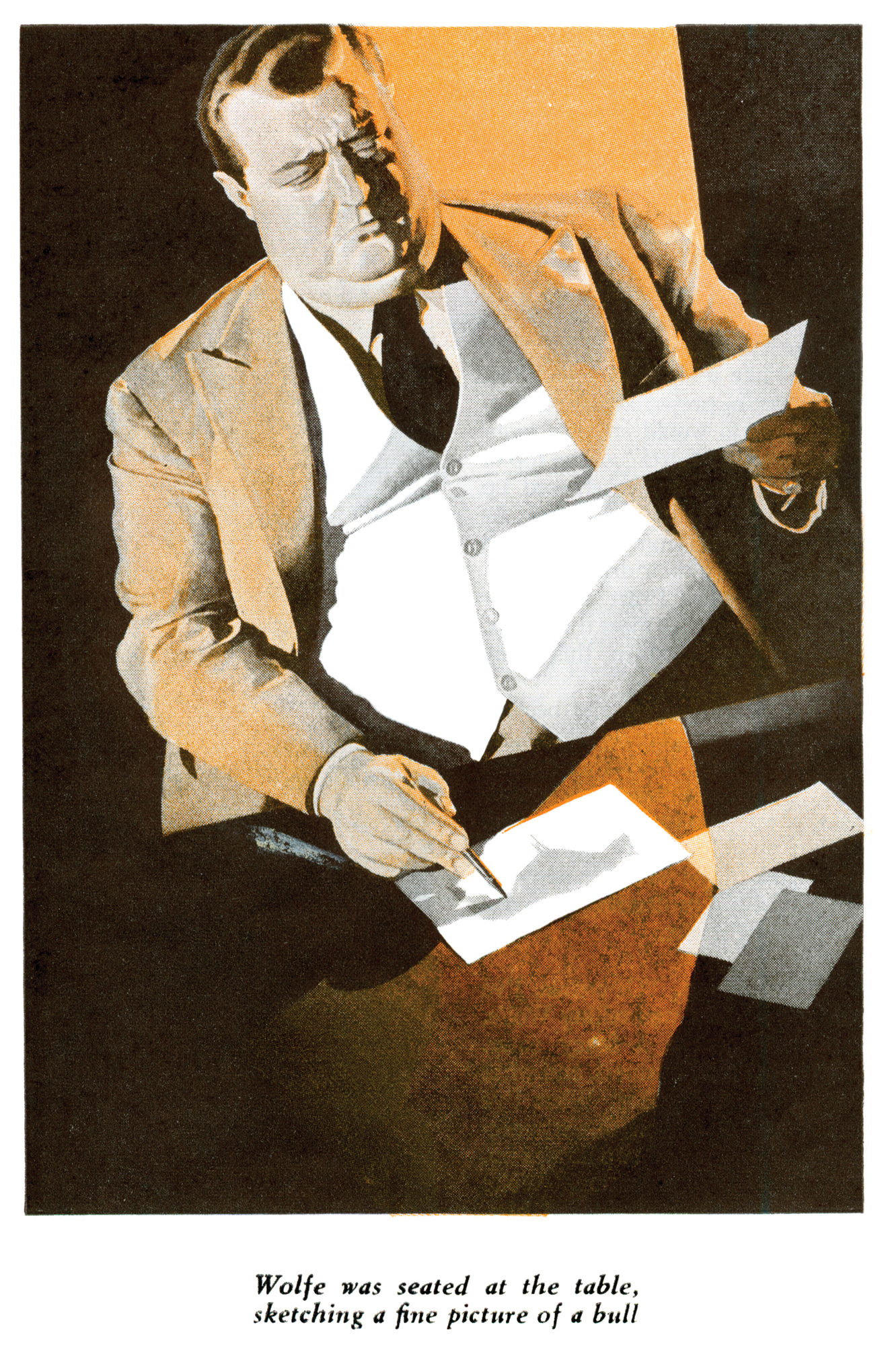
Ніро Вульф

Ніро Вульф (англ. Nero Wolfe) — приватний детектив, вигаданий персонаж циклу детективних романів американського письменника Рекса Стаута, один з найпопулярніших персонажів американської масової культури. Головний герой у 33 романах і 39 повістях, працює в парі зі своїм помічником Арчі Гудвіном.
Треба зауважити, що правильніший переклад українською мовою імені героя романів Рекса Стаута — Нерон Вульф, оскільки ім'я Nero є агломовною версією імені, яке в українській мові традиційно передається як Нерон. Це пов'язано з особливістю передачі латинських імен українською мовою. Однак, в силу сформованої традиції, читачам герой відомий під ім'ям Ніро Вульф.

## Опис персонажа
Ніро Вульф народився в  Чорногорії, а на проживання в США прибув у 1930 році. До  Першої світової війни він був розвідником і виконував завдання за дорученням  австрійського уряду, служив у армії  Чорногорії, потім завербувався в американський корпус. В 1916 він жив у Загребі, де мало не помер від голоду. В оповіданні «Вбивство поліцейського» згадується, що Вульф отримав документи про натуралізацію (мабуть, мова йде про отримання американського громадянства) за двадцять чотири роки до описаних у творі подій. Оповідання було опубліковано в 1951 році, але події в ньому відбуваються трохи раніше — але не раніше 1947 року. Таким чином, Вульф міг натуралізуватися ще до приїзду в Америку — з 1923 по 1927 рік. У романі «Чорна гора», подорожуючи Чорногорією разом із Гудвіном, Вульф показує йому будинок, де він народився: «Через півгодини ми вийшли на широке плато і раптово опинилися неподалік від будинку, в якому з'явився на світ Вулф… …Судячи з усього, задньою стіною будинку служила скеля. Два поверхи чотирьохскатного конічного даху, у кожній стіні з того боку, звідки я дивився, прорізано по чотири вікна. У трьох вікнах скло розбите. Дерев'яні двері.»
У деяких романах Вульф говорить, що народився в США.
Зовнішність Вульфа
Одна з примітних рис зовнішності Вульфа — надмірна повнота й вага. Гудвін неодноразово згадує «одну сьому тонни», «264 фунта живої ваги». За метричною системою вага Вульфа — від 142 до 143 кг. Живіт Вулфа описується як «вмістилище п'яти фунтів добірної шинки, персиків, вершків і яєчні з семи яєць», предмет «побільше нашого сорокадвохдюймового глобуса». Голова Вульфа величезна, з дуже широким чолом. Волосся чорне. Чудові зуби. Дещо обвислі щоки.

## Штат
Крім самого Вульфа, в його особняку постійно проживають ще три особи.

### Арчі Гудвін
Арчі Гудвін (англ. Archie Goodwin) — детектив, права рука й секретар Вульфа. Арчі родом зі штату Огайо. У нього величезне число обов'язків: шофер, охоронець, сторож, хлопчик на побігеньках і. т.д. Але сам Гудвін визнає, що основна частина його окладу сплачується йому за те, щоб він тримав Вулфа в робочому тонусі. Дивлячись на взаємини детективів, не можна позбавиться від відчуття, що вони утворили стійкий тандем і просто не можуть обходитись один без одного. І це при тому, що обидва старанно дражнять і підколюють один одного, а також відточують один на одному детективну майстерність. Наприклад Гудвін пильно стежить, чи не мухлює Вулф із підрахунком кришечок від пива в кінці тижня, а Вульф припиняє спроби Гудвіна злиняти при нагоді на танці до клубу «Фламінго». Вульф ні за що не викине в кошик для сміття «зайву» випиту пляшку пива, якщо Гудвін з ним поруч у кабінеті, зате Гудвін легко викриває його в цьому «злочині» за порожньою склянкою на столі.
У Арчі блискуча пам'ять, він здатний практично дослівно запам'ятовувати багатогодинні розмови зі свідками і підозрюваними. Крім того, він вирізняється винахідливістю й хорошим почуттям гумору, вміло б'ється й не боїться ризикувати. У Арчі, як і в його шефа, є ліцензія приватного детектива. Йому відведена важлива роль у романах — саме Арчі виконує всю чорну роботу, займаючись активною стороною розслідування і збором інформації, після чого на основі зібраних ним даних Вульф обчислює злочинця.
Його кімната розташована прямо над кімнатою Вульфа, причому в кімнаті його шефа встановлена сигналізація, яка вночі сповіщає про те, що хтось відкрив двері або вікно кімнати, таким чином Арчі є і охоронцем Вульфа. Він харчується за одним столом із Вульфом, за винятком сніданку, який Вульф споживає у своїй кімнаті. Арчі досить байдужий до алкоголю і віддає перевагу молоку.
Від його особи ведеться розповідь у всьому циклі романів.

### Фріц Бреннер
Фріц Бреннер (нім. Fritz Brenner) — кухар. Оскільки вимоги Вульфа до якості страв дуже високі, він найняв професійного кухаря. Фріц родом зі  Швейцарії і живе в підвальному приміщенні будинку Вульфа (хоча в першому романі Стаут повідомляє, що його кімната розташована через хол від оранжереї). Періодично Фріц бере на себе роль дворецького і відчиняє двері відвідувачам. Вульф і Фріц часто сперечаються на кулінарні теми.

### Теодор Хорстман
Теодор Хорстман (англ. Theodore Horstmann) — садівник. Допомагає Вульфу доглядати за орхідеями. Теодор родом з Іллінойса.

## Риси характеру і звички
Так само як і героям інших детективних романів, Вульфу притаманна безліч досить ексцентричних звичок, які зазвичай додають гостроти оповіданням:
- У кожному творі стверджується, що Вульф приймає клієнтів лише у себе в кабінеті. Хоча в деяких екстраординарних випадках йому доводиться займатись справою поза межами будинку.

- Недовірливо ставиться до техніки, ненавидить подорожувати, тому що вважає  автомобілі та потяги дуже небезпечними засобами пересування.

- Вульф дотримується досить жорсткого розпорядку дня. Прокинувшись, він снідає у себе в спальні, потім з 9 до 11 ранку проводить час в оранжереї разом із садівником Теодором. Потім, о 13.15, — обід. О 16.00 Вульф знову піднімається в оранжерею і перебуває там до шостої години вечора, після чого, о 19.15 або 19.30, настає час вечері. Проміжки між цими заняттями та час після вечері Вульф присвячує роботі, або, коли немає клієнтів, читає. У неділю розклад вільніший.

- Вульф практично не виходить із будинку в справах. У всіх романах Вульф розплутує злочини на основі тих фактів, які збирають його помічники, і перш за все — Арчі Гудвін. Перед тим, як зробити остаточні висновки, він занурюється в свого роду транс: відкинувшись у кріслі, Вульф закриває очі й починає втягувати і випинати губи. Все це свідчить про те, що він подумки прораховує всі можливі варіанти і близький до розгадки. Для читача це знак, що Вульф уже зібрав усі потрібні йому факти і тепер обчислює злочинця. У цей момент можна спробувати самому здогадатися, хто з героїв книги скоїв злочин. Як правило, це непросто — Вульф враховує не лише згадані відомості, але й факти, які не відбулися, хоча очікувалися Вульфом.

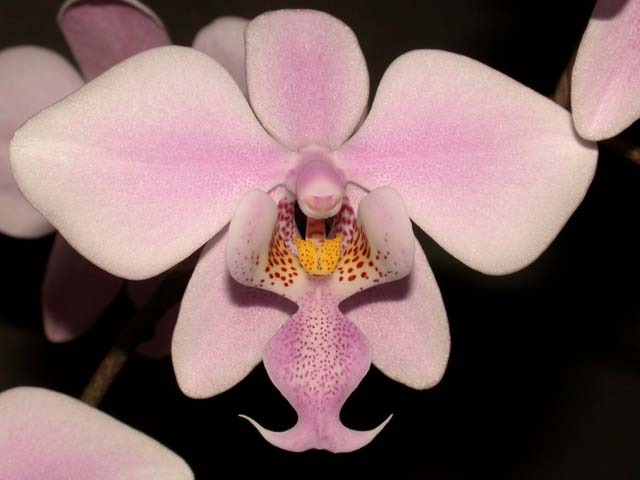
Орхідея Фаленопсис

- Пристрасним захопленням Вульфа є  орхідеї, турботі про які він присвячує 2 години вранці (з 9 до 11) та 2 години ввечері (з 16 до 18). На даху його особняка є засклена оранжерея, де ростуть 10000 орхідей.

- З усіх напоїв Вульф віддає перевагу пиву, яке він п'є, починаючи з ранку, після повернення з оранжереї, і до самого вечора. Щоб підрахувати кількість випитого, він акуратно збирає кришечки від пляшок.

- Вульф не палить. Більше того, він не переносить запаху цигарок. Якщо клієнт закурює в кабінеті Вульфа, до суми гонорару відразу може приписатися пара нулів, причому клієнт так і не дізнається, чому. Інспектор Кремер, мабуть, знає про це, тому що ніколи не розкурює сигари в присутності Вульфа. Єдина людина, якій дозволяється палити в кабінеті, — це Сол Пензер.

- Улюблений колір Вульфа — жовтий. У нього жовті простирадла, жовті сорочки, жовта піжама. Штори і шпалери в кабінеті Вульфа теж жовтого кольору. Перед його письмовим столом стоять крісла, обтягнуті жовтою шкірою (одне з них — для клієнта — червоного кольору).

- Вульф дуже стриманий у прояві емоцій. Гудвін, спостерігаючи за ним багато років, з'ясував для себе, що вищою похвалою в устах Вульфа є слова: «Задовільно» або «Прийнятно». Коли Вульф лютує, здогадатися про це можна лише тому, що він починає малювати мізинцем або безіменна пальцем правої руки крихітний кружок на підлокітнику крісла. Якщо Вульф задоволений, він «з усіх сил намагається не світиться від задоволення». При роздратуванні у Вульфа смикається жилка за правим вухом.

- Вульф не виносить фізичного контакту з ким би то не було. Тому він терпіти не може «пробиратися крізь натовп», а якщо йому й доводиться це робити, він пускає поперед себе Гудвіна, як криголама. Саме тому він всіляко ухиляється від рукостискань, але якщо вже тисне руку комусь, то рукостискання в нього сильне.

- Протягом усього циклу романів Вульф демонструє антипатію до жінок. Деякі натяки в тексті, особливо в ранніх творах, пояснюють цю його особливість невдалим любовним досвідом, пережитим у молодості. Власне, Вульф відчуває неприязнь не до жінок взагалі, а до їх звички впадати в істерику.

- Вульф відзначається надзвичайно тонкими кулінарними пристрастями і здатний харчуватися лише стравами, приготованими Фріцем Бреннером, або тими, які подають у ресторані «Рустерман», закладі його давнього друга Марко Вукчіча. Більш того, він і сам вправний кухар — у повісті «Імунітет до вбивства» його запрошують приготувати форель для іноземного посла, причому згадується, що він автор вишуканого салату, поширеного в меню європейських ресторанів.

- Час від часу з Вульфом трапляються «кулінарні запої» або «загули», які надзвичайно дратують Гудвіна. Мозок Вулфа зовсім відключається від будь-яких проблем і зациклюється на приготуванні й обговоренні найнеймовірніших страв. Фріц сприймає такі «загули» як радісне свято, коли можна блиснути своєю майстерністю, і навіть ображається на Гудвіна, якщо тому вдається «витягти за шкірку» Вулфа з кухні. Гудвін знає про цю властивість психіки Вулфа і завжди «сторожить» свого шефа, намагаючись за найдрібнішими ознаками вгадати наближення грізного явища. Іноді йому вдається запобігти зриву, іноді ці «запої» тривають два тижні й більше.

- Вульф ніколи не береться розслідувати справи лише в двох випадках: коли його просять запобігти замаху на життя і коли справа пов'язана з викриттям подружньої зради.

- Незважаючи на свої екстраординарні здібності, Вульф не любить працювати. «…Він терпіти не може працювати, але любить їсти й пити, а все його велике господарство в старому кам'яному будинку на Західній Тридцять п'ятій вулиці, включаючи орхідеї в оранжереї на даху, потребує непомірних фінансових витрат…» Але штат професійних службовців і вміст оранжереї обходяться недешево, тому він вимагає за свої послуги непомірно високі гонорари, що нерідко спантеличує його клієнтів.

- За власним визнанням Вульфа, він знає вісім мов. Окрім рідної, сербської, мови та англійської, Вульф у романах спілкується французькою, італійською й іспанською мовами. Залишилося ще три мови, які — невідомо. Є припущення, що одна з цих мов — арабська (у Вулфа в Єгипті є власний будинок), інша — албанська.

- Вульф багато читає. Причому часто читає три книги відразу, що неймовірно дратує Гудвіна, який впевнений, що це робиться саме з метою похизуватися своєю геніальністю. До книг Вульф теж ставиться по різному. Найкращі, на його думку, книги він ніколи не читає разом з іншими, і, перериваючи читання, закладає сторінки закладкою з чистого золота (подарунок вдячного клієнта). Книги другого сорту він закладає смужкою паперу, відірваною від щоденної газети. У книгах третього сорту він просто загинає кути. Є ще особлива категорія книг — найулюбленіших, які удостоєні честі зберігатися в особистій кімнаті Вульфа. Їх він читає перед сном.

- У Вульфа, так само як і в  Шерлока Холмса, є свій Лестрейд — інспектор  поліції Кремер. Кремер недолюблює Вульфа, оскільки тому вдається розплутувати найбезнадійніші справи, але змушений часто вдаватися до його допомоги. Практично завжди Вульф вимовляє фінальну фразу, яка викриває злочинця, у присутності Кремера та його помічника Перлі Стеббінса, щоб вони могли негайно провести арешт. У деяких творах Вульф виступає в ролі  Немезіди, коли злочинець вирахуваний, але доказів для його засудження немає. Вульф створює ситуацію, коли вбивця або гине від рук інших, або закінчує життя самогубством.

## Будинок Вульфа
Вульф живе в старому особняку з коричневого пісковику, будинок номер 914 на Західній Тридцять п'ятій вулиці за квартал від річки  Гудзон. Будинок розташований у кварталі, обмеженому Десятою й Одинадцятою Авеню, причому гараж, де детективи тримають свій автопарк (седан Ніро Вульфа і родстер Арчі Гудвіна) розташований за рогом, на Десятій Авеню. Із внутрішнього двору є прохід між будинками, на Тридцять четверту вулицю.
- Підвал — кімната Фріца, ванна, комора та кімната з більярдним столом.
- Перший поверх
  - Ґанок — вхідні двері зі склом, прозорим тільки в бік вулиці. Для того, щоб піднятися на нього з боку вулиці, необхідно подолати сім сходинок. Ґанок освітлюється зовнішньої лампою, яка вмикається зсередини, з передпокою.
  - Передпокій — У передпокої розміщена дерев'яна дубова вішалка з дзеркалом, де відвідувачі залишають свої пальта і капелюхи. Праворуч сходи, що ведуть на верхні поверхи. Поруч — персональний ліфт Вульфа. Ліфт ходить з першого поверху до оранжереї на даху.
  - Вітальня. Наліво знаходиться невелика вітальня, з'єднана звуконепроникними дверима з кабінетом, що має свій туалет і ванну.
  - Кабінет. Наступні двері наліво ведуть до знаменитого кабінету Вульфа, виконаному у жовтих тонах. Посеред кабінету розташований письмовий стіл Вульфа з гігантським кріслом, виконаним на замовлення спеціально для господаря. На столі розміщені: світильник для роботи з документами, телефонний апарат, спарений із телефоном Гудвіна, перекидний календар, прес-пап'є з нефриту, «яким одна особа розтрощила голову чоловікові», дзвінок для подачі сигналів на кухню, а також вимикач телевізора. Перед столом Вулфа стоять у ряд: одне червоне крісло — для клієнта, і кілька жовтих, де сідають інші відвідувачі. Інспектор Кремер завжди сідає саме в червоне крісло, а Перлі Стеббінс ніколи в нього не сідає, навіть якщо є така можливість. Одна з визначних пам'яток кабінету — гігантський глобус. Крім того, в кабінеті є сейф, кушетка, столик для напоїв. Підлогу кабінету Вулфа прикрашає ширванський килим розміром 24×14 футів. Стіл Арчі Гудвіна — збоку від столу Вульфа, праворуч Вулфа, так що детективи можуть дивитися один на одного, майже не повертаючи голови. Перед Гудвіном на стіні укріплено дзеркало. Через нього Арчі бачить, що робиться у нього за спиною. Кушетка розташована біля дверей у ванну, за спиною Гудвіна. На правій від входу стіні висить картина з водоспадом. Насправді це замаскований отвір, через який можна бачити й чути, що відбувається в кабінеті. У кабінеті є радіоприймач, у пізніших творах з'являється телевізор.
  - Коридор. Передпокій виходить у невеликий коридор, що з'єднує кухню та їдальню. У коридорі біля кухні є закуток (альков), із якого можна спостерігати за кабінетом через спеціальний отвір, розташований на рівні очей Ніро Вульфа. З боку кабінету отвір замасковано картиною із водоспадом, з боку закутка дерев'яною (в деяких романах металевою) пластинкою.
  - Кухня — це єпархія Фріца, на ній він не дозволяє розпоряджатися нікому, навіть Вульфу. Одного разу Вулф поставив там для себе ще одне гігантське крісло. Наступного дня воно зникло в надрах підвалу і з тієї пори Вульф сидить на звичайному стільці. На кухні є два «робочі» столи (один — для овочів, інший — для м'яса й риби), невеликий обідній стіл, величезний холодильник та плита з духовкою. Хліб Фріц пече сам.
  - Їдальня. Перелік кімнат першого поверху завершує їдальня. Там до Вульфа з Гудвіном іноді приєднуються гість, відвідувач, клієнт або співробітники Вульфа, що є в момент трапези в будинку. В цей час заборонено говорити про справи, але можна теревенити на будь-які інші теми, чим Вульф успішно займається, читаючи лекцію Гудвіну або гостям. З їдальні ведуть двоє дверей: одні (розташовані поруч із ліфтом) — до передпокою, інші — до коридора. Навпроти цих дверей розташовані двері на кухню, а пройшовши коридором, можна потрапити в кабінет або повернутися до передпокою.
- Другий поверх — кімната Вульфа, обладнана сигналізацією, а також невелика гостьова кімната.
- Третій поверх — кімната Арчі Гудвіна (розташована прямо над кімнатою Вульфа). Судячи з усього, вікна кімнати Гудвіна виходять у внутрішній двір, оскільки Гудвін не може бачити тих, хто приходить і йде через головний вхід будинку. На третьому поверсі розташована також часто згадувана південна кімната. Завдяки хитромудрій системі вентиляції з кухні вдається підслухати, про що говорять у південній кімнаті.
- Дах — тут розташована оранжерея, що складається з трьох відділень з різним кліматом, житловою кімнатою Теодора, кімнатою для обкурювання рослин.

## Вік персонажів
Вік наскрізних персонажів у книгах про Ніро Вульф практично не змінюється з роками.
Дія багатьох творів циклу прив'язана до конкретних дат та історичних подій, від Великої депресії і  Другої світової війни до Вотергейтського скандалу. Існують також прямі вказівки на час початку спільної діяльності Ніро Вульфа і Арчі Гудвіна — 1927 рік.
Оповідання «Святковий пікнік» дозволяє вирахувати вік Ніро Вульфа. Вульф каже: «Я народився в Чорногорії. У шістнадцять років я вирішив подивитися світ, і за чотирнадцять років об'їхав майже всю Європу і Азію, поживши трохи в Африці … До Америки прибув в 1930 році, і будучи не без гроша в кишені, купив цей будинок.» Таким чином, якщо в оповіданні Вульфа немає пропусків, він ровесник XX століття, народився в 1900 році.
У повісті «Занадто багато жінок» (час дії — березень 1947 року), на пряме запитання: «Скільки Вам років?», Гудвін відповідає: «Тридцять три». Отже, він народився або в кінці 1913, або на початку 1914 року.
Тим часом, в останній книзі Стаута про Вульфа, «Сімейна справа», де точно вказано час дії — 1974 рік, — немає ні найменших підстав вважати, що Гудвіну вже 60 років, а Вульфу — близько 74.
У першому романі про Ніро Вульфа, «Вістря списа», Гудвін описує садівника Теодора Хортсмана як старого. Однак, згодом Хостман «молодіє» і вже не виглядить такою руїною, як описано в першому романі.
Те ж можна сказати і про інших наскрізних персонажів — інспектора Кремера, Фріца, Лілі Роуен, Сола Пензера, Кетера і Даркіна.